# Rio Cabuçu de Cima

O Rio Cabuçu de Cima (ou Rio Guapira) é um rio localizado na Região Metropolitana de São Paulo, na divisa dos municípios de Guarulhos e a Zona Norte de São Paulo. É um afluente (ou tributário) do rio Tietê.